# Christian von der Heide

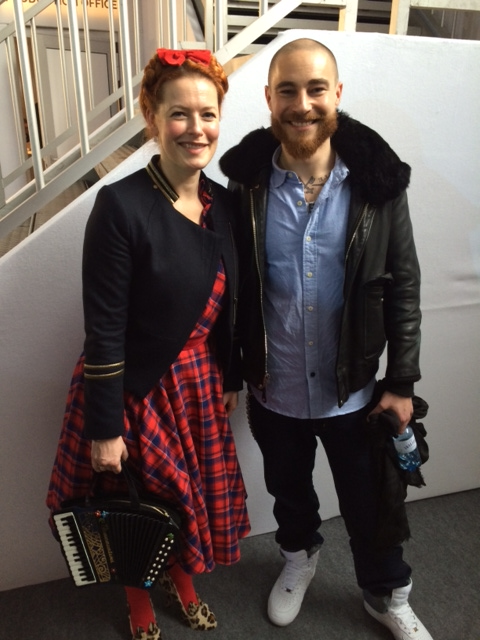
Christian von der Heide und Enie van de Meiklokjes beim Besuch der Mercedes Benz Fashion Week in Berlin, Januar 2014

Christian von der Heide (* 7. Mai 1979 in Hamburg) ist ein deutscher Designer.

## Leben
Christian von der Heide wuchs in Hamburg auf. Nach dem Studium des Modedesigns in Hamburg arbeitete er zunächst für den Designer  Peter Schmidt, mit dem er dann eine Ateliergemeinschaft gründete. Seit 2010 arbeitet Christian von der Heide in eigenen Ateliers in Hamburg und Berlin. Er ist tätig im Bereich Product, Corporate, Logo und Editorial Design. Zu seinen Kunden zählen neben Häusern wie Strellson, 4711, Sahling Düfte, Impala Coffee oder Carroux Caffee auch Dita von Teese.

## Produktdesign
Christian von der Heide entwirft Parfümflakons und Verpackungen und ist bekannt für seine Arbeiten für Dita von Teese, für deren erstes Parfüm und ihre weiteren Düfte Rouge, Erotique und Fleur Teese er die Gestaltung übernahm, Strellson oder Y3, der Kooperation zwischen Adidas und dem japanischen Star-Designer Yōji Yamamoto. Neben dem Flakon- und Verpackungsdesign ist Christian von der Heide tätig in den Bereichen Corporate, Logo und Editorial Design.

## Eigene Kollektion
Im Dezember 2014 stellte Christian von der Heide seine erste eigene Marke chvdh vor, die aus mehreren objet-trouvé-Editionen bestehen soll. Die erste Serie besteht aus limitierten, handgefertigten Silberschmuck-Objekten, den objets trouvés #1, die an Clips von Getränkedosen erinnern. Düfte, Weine und Schreibwaren unter dem eigenen Markennamen chvdh sollen folgen.

## Auszeichnungen
Christian von der Heide wurde ausgezeichnet mit dem red dot design award 2010 und für den Designpreis Deutschland 2011 nominiert. Der Art Directors Club (ADC) e.V. hat Christian von der Heide eingeladen, seine Arbeit für die Crememanufaktur Le Manoir von  Peter Kessler einzureichen. Das erste Parfüm von Dita von Teese, für das Christian von der Heide das gesamte Flakon- und Packaging-Design gestaltete, wurde  mit dem Deutschen Parfumpreis Duftstars 2012 ausgezeichnet.